# 沈潤
沈潤，字靜瀾，山東淄川縣（今屬淄博市）人，明崇禎末科進士。後仕清。

## 生平
崇禎十五年（1642年）中式壬午科山東鄉試舉人，崇禎十六年（1643年）聯捷癸未科三甲進士。授潞安府推官，歷陞寧紹台道參議，正值當地饑荒，盡心賑濟民眾。生性孝友，事載《淄川县志》中。

## 著作
刊有《越州賑史》。居官政績載於《平心錄》中。